# Chinees rugby sevensteam (vrouwen)
Het Chinese rugby sevensteam is een team van rugbyers dat China vertegenwoordigt in internationale wedstrijden.

## Wereldkampioenschappen
De beste prestatie was zevende in 2009.
- WK 2009: 7e
- WK 2013: 9/10e
- WK 2018: 11e
- WK 2022: 13e

## Olympische Zomerspelen
China won tijdens de Olympische Zomerspelen 2024 de zesde plaats.
- OS 2016: niet geplaatst
- OS 2020: 8e
- OS 2024: 6e